# El Matorral (Fuerteventura)
El Matorral es una localidad del municipio de Puerto del Rosario en la isla de Fuerteventura, Canarias, España. En 2022 contaba con 2751 habitantes. En esta localidad se encuentra el Aeropuerto de Fuerteventura.
Se encuentra a 5 km al sur de la capital insular, por la carretera FV-2. Separada de ella por las instalaciones aeroportuarias nos encontramos con la playa de Puerto Escondido.
Existen indicios del poblamiento aborigen de la zona desde que en 1988 se descubrieron restos humanos de los primeros pobladores de la isla.
La actual población de El Matorral se desarrolló como un núcleo agrícola gracias a la abundancia de agua en la finca de La Marina, lo que permitió el cultivo de alfalfa y tomates. Durante las zafras, atraía a numerosos braceros de otras zonas de Fuerteventura. En la década de 1960, se construyeron cuarterías para los trabajadores y se establecieron infraestructuras como una escuela y una ermita.
1. ↑  «Instituto Nacional de Estadística. (Spanish Statistical Institute)». www.ine.es. Consultado el 8 de abril de 2022.
2. ↑  «Historia | Aeropuerto de Fuerteventura | Aena». www.aena.es. Consultado el 30 de abril de 2023.
3. ↑  «Playa Puerto Escondido / Del Matorral - Puerto del Rosario (Las Palmas)». InSpain.org. Consultado el 1 de mayo de 2023.
4. ↑  «El pasado aborigen de Fuerteventura sale a la luz en El Matorral». ondafuerteventura.es. 15 de abril de 2025. Consultado el 25 de mayo de 2025.
5. ↑  Cerdeña Armas, Francisco Javier (16 de octubre de 2024). «El Matorral, agua y zafras en el origen de un pago de Puerto del Rosario». cuadernodepuertodecabras.blogspot.com. Consultado el 25 de mayo de 2025.

- Datos: Q118112080
- Multimedia: El Matorral / Q118112080